# Béla Dálnoki Miklós
Béla Dálnoki Miklós, madžarski general, * 11. junij 1891, Budimpešta, Avstro-Ogrska, † 21. november 1948, Budimpešta.